# Enrique Flores
Enrique Isidoro Flores Bustos (ur. 25 marca 1994 w Monterrey) – meksykański piłkarz występujący na pozycji środkowego pomocnika.